# Unitárius egyházi irodalom
Az unitárius egyház irodalmát elsősorban – még a 16–18. században – a vallásos alkotások (a hitvitairodalom, a prédikációk, a katekizmusok, az imádságoskönyvek és az énekeskönyvek) és – az egyház 1568-as megalakulását követően – az irodalmi művek alkották, és könyvek formájában jutottak el az olvasni tudó hívekhez. A 19. század második felétől kezdődően, mindenre kiterjedő, szabadon gondolkodó egyházi emberek és világi hívek örvendeztették meg közösségüket az irodalom különböző változataival. A prédikáció és teológia műfaja mellett, születtek versek, elbeszélések, regények, történelmi leírások és változatos szépirodalmi alkotások. A kiadványok sokasága tette változatossá az unitárius egyházi irodalmat.

## 1568–1860
„Az unitáriusok 16–18. századi prédikációs irodalma jóval kevésbé ismert, mint más felekezeteké” – így kezdi Balázs Mihály és Keserű Gizella a Két ismeretlen régi magyar vers című dolgozatát. A rendszerváltást követően, az 1990-es évektől ez a hozzáállás megváltozott, hiszen egy Unitárius Prédikációirodalom Kutatócsoport kezdett el foglalkozni az ELTE szegedi tanszékén Balázs Mihály professzor vezetésével, az unitárius prédikációirodalommal, különös tekintettel a 16–17. század kevésbé ismert anyagait dolgozva fel. Másik fontos alapmű Balázs Mihály: Hitújítás és egyházalapítás között – Tanulmányok az erdélyi unitarizmus 16-17. századi történetéről. Harmadik alapmű, Gellérd Imre unitárius lelkészé, aki doktori dolgozatát 1958-ban szintén az unitárius prédikációirodalomból írta, Négyszáz év unitárius prédikációirodalma címmel.
További források, amelyek a 16–18. századi unitárius irodalommal foglalkoznak:
- Retkes Attila: Unitarizmus Magyarországon a 16–18 században című dolgozatában[5] szintén bemutatja azon prédikátorokat, akik valamilyen formában nyomot hagytak maguk után hitelvi és írott tanításaik következtében.
- Lovas Borbála és Szigeti Molnár Dávid szerkesztésében jelent meg a Dávid Ferenc és kortárs prédikáció irodalom című összeállítás,[6] amely úgyszintén ismerteti azon prédikátorokat, akiknek irodalmi alkotása meghatározta korukat, és hatással voltak a közösségükre.
- Déri Eszter és Lovas Borbála: Magyarországi újkori prédikációk (16–18. század) szakirodalmi bibliográfiája 2020-ig[7] című dolgozata ismerteti az unitárius irodalom kiemelkedő nagyjait is.
- Túri Tamás: Fejérvári Sámuel prédikációinak forráskezelése – Felekezetközi kompiláció az unitáriusok körében című munkájában[8] elemzi az unitárius prédikációkat.
- Molnár Dávid PhD-értekezését a dési per és az unitárius írásbeliség a 17. század első felében témában írta.[9]

### Prédikációirodalom
Fontos és kiemelkedő prédikátorok, akiknek munkái fennmaradtak és kutatások tárgyává váltak: Dávid Ferenc, Enyedi György, Szentábrahámi Lombard Mihály, Aranyosrákosi Székely Sándor. Kiemelkedő munkát végzett Kelemen Miklós lelkész-történész, aki több monográfiát is elkészített: Heltai Gáspár, Enyedi György, Szentábrahámi Lombard Mihály, Aranyosrákosi Székely Sándor, Brassai Sámuel, Ferencz József. Az ELTE kutatócsoportja kiemeli és részletezi a 16. századi és a 17. századi unitárius prédikátorokat.
Gellérd Imre négyszáz év prédikációirodalmában részletesen foglalkozik még a következő prédikátorokkal: Árkosi (Tegző) Benedek (1616-1660), Fejérvári Sámuel (1722-1781), Geyza József, ifj. Kozma Mihály (?-1815), Kozma Gergely (1774-1849), Körmöczi János (1762-1836), Szász Mózes (1780-1824), Füzi Ferenc (1785-1849), Sylveszter György (1786-1828), Benczédi Márton, Kis Mihály (1809-1889).
Fontos szerepet játszott a nyomda, ahol az unitárius könyveket kiadták. Kelemen Miklós lelkész-történész A XVI. század nyomdái és nyomdászai címmel készített ezzel kapcsolatban egy összeállítást.

### Hitviták
Dávid Ferenc tanítása erős ellenállást váltott ki mind a lutheránusok, mind a reformátusok körében, akik a reformációt befejezettnek tekintették, és a szentháromság dogmájához mint vallásuk alaptételéhez ragaszkodtak. Dávid Ferenc tanát eretnekségnek minősítették, és mindent elkövettek annak elnyomása érdekében. János Zsigmond fejedelem engedélyével és támogatása mellett 1566–1571 között nyilvános hitvitákat tartottak Tordán, Gyulafehérváron, Marosvásárhelyen, Váradon, hogy mindenki előterjeszthesse tanait, érvelhessen hitfelfogása és meggyőződése mellett, majd a hitvitát követően szabadon (az 1568-as tordai vallásszabadság értelmében) terjeszthesse továbbra is szószéken, élő szóban és könyvei által.
Még a következő dolgozatok találhatók a hitvitákról: Pap Gy. László: A váradi disputa, Szász János: Újra a budai disputáról, A pécsi disputa emlékére, Szentpéteri Márton – Viskolcz Noémi: Egy református-unitárius hitvita Erdélyben 1641-ben.

### Unitárius költészet
A naplóirodalom művelője Segesvári Szabó Bálint (1600-1654), akinek Napló c. munkája az 1606-tól 1654-ig tartó eseményeket örökíti meg.
Zsoltárt, egyházi éneket, imát írt és fordított Thordai János (1597-1636), akinek ismert munkái: Ismerd meg magad (1626), Zsoltár átdolgozás (1627), Katekizmus (1632), Énekeskönyv (1632), Reggeli és esti könyörgés (1632).
Szentmártoni Bodó János (1590 k. – 1648) a Historia Máris Magdolnának … megtéréséről (1632), Bizonyos személyek között való beszélgetéssel (1623), A malom és az ácsmester dicséretéről szóló ének (1644) széphistóriákkal van jelen a század irodalmában.
Kolosi Török István (1610-1652): Az asszonyi nemnek nemességéről, méltóságáról és dicséretéről való ritmusok (1630), Szent János evangélista és apostol históriája (1635), A világi emberek bolondságán és nyomorúságán való siralom (1635), A kakas természetéről (1643), Az edgyes életnek kedvetlen és káros voltáról (1643).
Felvinczi Györgynek (1648 u. – 1714 u.) a Comico-Tragoedia (1685), A tisztes és nemes kalmároknak vagy árus embereknek illendő dicséretei (1690), Az erdélyi protonotária és Cancellária dicsérete (1698), Ritkán kellő hűvös szellő (1706), A nyavalyáknak egymás közötti vetélkedése (1716), A magyar királyok emlékezete című munkája ismert.
A fenti gyűjteményt Kelemen Miklós állította össze, mely kivonata a teljes dolgozatának: 1. rész, 2. rész.
Thordai János zsoltárfordításai, Fiátfalvi György: Pokolbéli látomás, Szentmártoni Bodó János versei, Oroszhegyi Mihály: A fenyőfa dicsérete.

### Énekeskönyv
Az 1924 előtt megjelent unitárius énekeskönyvekkel, liturgiával és gyülekezeti énekléssel foglalkozó szakirodalom kifejezetten szegényes és ellentmondásos. A Kénosi–Uzoni-féle egyháztörténet szerint az első unitárius szellemiségű énekeskönyvnek egy 1566 körül – vagyis röviddel az Unitárius Egyház hivatalos megalakulása (Torda, 1568. január 13.) előtt – szerkesztett német zsoltárkönyv tekinthető. Várfalvi Nagy szerint ez a zsoltárkönyv „az erdélyi szász nyelvű unitárius ekklézsiákban egészen 1716-ig volt használatban”. A másik korai – zsoltárokat és egyes ünnepkörökhöz kapcsolódó énekeket is tartalmazó – unitárius énekeskönyv Isteni dicséretek, imádságok és vigasztaló énekek címmel jelent meg, s ennek keletkezését Várfalvi Nagy az 1570-es évekre, Dávid Ferenc püspökségének idejére teszi. Megfogalmazása szerint „hogy ez énekeskönyv Kolozsvárott és pedig a Heltai Gáspár nyomdájában látott napvilágot, azt unitárius volta és Heltai-féle betűi kétségtelenül bizonyítják”.
Az unitárius egyházzene fejlődését jórészt Aranyosrákosi Székely Sándor (1797-1854) munkássága határozta meg.
További munkák: H. Hubert Gabriella: Az unitárius éneklés kezdetei, Kanyaró Ferenc: A legrégebbi unitárius énekeskönyvekről, Hevesi Andrea: A 17. századi unitárius énekeskönyvek gyülekezeti énekanyaga és a 16. századi, 17. század eleji protestáns gyülekezeti énekhagyomány, Hevesi Andrea: Balassi-versek az unitárius énekhagyományban, Thordai János és az unitárius zsoltárfordítás.

## 1861–1918
Az 1861-ben megindított Keresztény Magvető volt az a forrás, ahonnan a liberális teológia erei szétágaztak és behálózták a történelmi Magyarország területén élő unitárius közösségeket. Az evolúcióra épülő, a töretlen és korlátlan fejlődés jegyében kialakuló klasszikus polgárság, a történelmi Magyarországon is markánsan jelentkező teológiai liberalizmus az unitarizmust a dicső jövő ígéretével kecsegtette. A korszak meghatározó személyiségei és teológusai: Jakab Elek, Kanyaró Ferenc, Kőváry László, Brassai Sámuel, Kriza János, Ferencz József, Albert János, Péterfi Dénes és Simén Domokos a „jövő vallását” látták koruk unitarizmusában. A jövendőbe vetett reménységet részint az 1825-től folyamatossá váló angol–magyar–amerikai unitárius kapcsolatok s az ezek nyomán kibontakozó liberális teológia táplálta. Másfelől az erdélyi unitárius egyház történetében és szervezetében is mélyreható változások történtek. Az unitarizmus 19. századi történetének egyik legjelentősebb eseménye volt a Boros György által 1885. augusztus 29-én alapított Dávid Ferenc Egylet. A Ferencz József püspök védnöksége alatt működő egylet céljának tekintette „az unitárius keresztény vallás, a hit- és erkölcstudomány, valamint a neveléstan körébe tartozó elvek és kérdések tisztázását, terjesztését, a keresztény vallásos és erkölcsi élet ápolását és emelését”. Szócsöve az 1888-tól megjelenő Unitárius Közlöny volt. Ez, eltérően a Keresztény Magvetőtől, amely a tudományos teológiai irodalmat szolgálta, az unitárius néplap szerepét töltötte be.
Az észak-amerikai unitáriusokkal való kapcsolatfelvétel következménye, irodalmi téren, hogy nagyon sok észak-amerikai unitárius teológus munkája eljutott Kolozsvárra. Az erdélyi és észak-amerikai unitárius kapcsolat történetében jelentős eseménynek számít William Ellery Channing  válogatott műveinek  magyar nyelvre fordítása és kiadása. Fordították az unitárius tanárok 1870 és 1881 között: Kriza János, Ferencz József, Simén Domokos, Benczédi Gergely, Uzoni Gábor, Kovácsi Antal, Sándor Mózes, Kovács János, Marosi Gergely, Péterfi Dénes, Boros György.
A 20. század elején az unitárius folyóiratok száma tovább gyarapodott: 1905-ben a Székelykeresztúr vidéki lelkészkör szerkesztésében indult meg az Unitárius Egyház című, főként iskolai és egyháztársadalmi kérdésekkel foglalkozó havilap; 1907-től a lelkészkör Unitárius Szószék címmel egyház-szertartástani dolgozatokat adott ki; 1912-ben Egyháztársadalom címmel a küküllői egyházkör unitárius lelkészei indítottak folyóiratot. Ezek az időszaki sajtótermékek a második világháború befejezéséig kisebb-nagyobb megszakításokkal szolgálták rendeltetésüket, és szóltak ahhoz az olvasóréteghez, melyet szerkesztőik megcéloztak, elsősorban, de nem kizárólagosan, az unitárius egyháztagokhoz.

## 1918–1948
Ha az unitárius egyházi irodalom második korszakát (1861–1918) a liberális keresztény teológia és az unitarizmus huszadik századi missziójában való derűlátó hit jellemezte, a harmadik korszakot (1918–48) a világháborúk borzalmait átélt közösség politikai, nemzetiségi, egyháztársadalmi és teológiai útkeresése. Az Amerikából hazatért Szent-Iványi Sándor 1927-ben az erdélyi unitarizmus újraértékelését sürgette. „Látnunk kell – írta –, hogy a jelen unitárius teológia sem hivatalosan, sem gyakorlatilag nem döntött még a legelemibb kérdések felett sem, így, hogy vajon theisták, deisták, pantheisták vagy agnosztikusok vagyunk-e” (Újraértékelni. Unitárius Szószék, 1927). A korszak vezető rendszeres teológusát, Varga Bélát is hasonló kérdések foglalkoztatták. Az 1935-ben írt Istenről való tudásunk gyarapodása a tudomány legújabb eredményei alapján (Unitárius Szószék 1935), valamint egy évvel később megjelent A szabadelvű kereszténység vallásos alapja (Kolozsvár, 1937) című kötete tanulmányaiban a vallásos liberalizmus alapelveit vette revízió alá, és megállapította: „A liberalizmusnak nem szabad többé a vallást sem elteoretizálni, sem elesztétizálni. A vallást nem lehet tisztán tudományosan, sem arisztokratikusan individuális módon kezelni. A vallást cselekedni kell a közösség érdekében. Ez a liberalizmus eredeti feladata. Minden egyéb hozzáadás.”

### Trianon után
A trianoni döntés nyomán elkezdődött egyháztársadalmi átalakulással párhuzamosan az egyházi irodalom is jelentős változáson ment át. Az 1920-ban megalakult Unitárius Irodalmi Társaság (UIT) zászlaja alá gyűjtötte az unitárius tollforgatókat, és céljául a szétfolyó unitárius irodalom egy mederbe terelését, valamint az 1918-ig zavartalanul megjelenő Keresztény Magvető újbóli kiadását tűzte ki. A két világháború között a Keresztény Magvető 1922-től, az 54. évfolyammal kezdődően, 1944-ig, a 76. évfolyamig jelent meg, mintegy százhúsz szerző ezernél is több dolgozatát juttatva el az olvasókhoz. Amellett megjelentette a Keresztény Magvető Füzetei című sorozatot (1929–44), 45 füzetben a legfontosabb tanulmányok különlenyomatával. Az UIT égisze alatt öt sorozatot indítottak, ezekben az UIT Szakkönyvtára hat, az Unitárius Könyvtár tizenkilenc, az UIT kiadványai, az UIT kis könyvtára sorozatokban egy-egy, Unitárius Ének- és Zeneközlöny címmel szintén egy füzet jelent meg.
1929-ben S. Nagy László és Szent-Iványi Sándor javaslatára „az unitárius szellemű és vonatkozású hitéleti és világnézeti kérdéseknek a nyomtatott betű útján való minél szélesebb körű terjesztésére” megalakult az Unitárius Egyház Sajtó és Iratterjesztő Bizottsága, amely Szabadelvű Vallásos Értekezések címmel 1932–38 között 12 hosszabb-rövidebb dolgozatot adott ki.
Az időszaki sajtó is újabb folyóiratokkal gyarapodott. 1920-ban indította Józan Miklós, a Kolozsvártól elszakított Duna–Tisza egyházkör esperes-vikáriusa az Unitárius Értesítőt; 1923 januárjában indult a Balázs Ferenc és Szent-Iványi Sándor szerkesztette, egyetlen számot megért Vasárnap Délután; 193031-ben jelent meg Kolozsvárt az Unitárius Tudósító, 1930–36 között a Kévekötés, az Egyetemes Dávid Ferenc Egylet Ifjúsági Köreinek lapja; Abrudbányai János Kövendi Élet címmel (1933 októberétől 1938-ig) szerkesztett egyházi, társadalmi, gazdasági híradót. 1933–34-ben adták ki Kiss Elek szerkesztésében az Unitárius Evangéliumot, ennek könyv- és füzetsorozatában egy-egy kiadvánnyal; Unitárius Hírnök címmel 1933–38 között, Lőrinczi Dénes és Lőrinczy Géza szerkesztett újságot a Bukarestben és az Ókirályságban élő unitáriusoknak.
A dél-erdélyi unitárius gyülekezetek lapját Unitárius Jövendő címmel id. Kovács Lajos szerkesztette és jelentette meg 1939–42 között Brassóban.

## 1948–1968
A negyedik korszakban (1948–68) a kommunista parancsuralmi rendszer hallgatásra kényszerítette az unitárius egyházat is. Ebben az időszakban az Unitárius Káté, Énekeskönyv és Imakönyv kivételével alig jelenhetett meg vallásos kiadvány. 1954-ben Dávid Ferenc mártír-halálának 375-ik évi emléke címmel mindössze egy 24 lapnyi terjedelmű kis füzet hagyta el a sajtót, 1956-ban Kis Biblia, Bibliai történetek címmel az unitárius valláserkölcsi bizottság szerkesztette valláskönyv. 1962-ig kisebb-nagyobb megszakításokkal még eljutott a hívekhez az Unitárius Naptár, unitárius folyóirat azonban 1948–68 között egyetlenegy sem jelent meg Romániában.

## 1968–napjainkig
Az ötödik korszakot (1968-tól napjainkig) értékmegtartás, hagyománytisztelet és megújulás jellemzi. 1968-ban, az Unitárius Egyház fennállásának 400. évfordulójára nagyszabású ünnepségsorozatot és emlékzsinatot szerveztek. Erre az alkalomra készült el és jelent meg a Négyszáz év 1568–1968 című emlékkönyv, majd 1971-től, a 77. évfolyammal kezdődően újraindult a Keresztény Magvető, 1990-ben az Unitárius Közlöny, 1999-ben az Unitárius Szószék. Az unitárius egyházi nyomda kiadványai, ha nem is robbanásszerűen, de lassan bekerültek az egyháztársadalmi vérkeringésbe.

## A romániai magyar kisebbség unitárius irodalma
A speciális teológiai szakcsoportok irodalmának bemutatásán keresztül átfogóbb képet kapunk a romániai magyar kisebbség unitárius egyházi irodalmának alakulásáról.

### Gyakorlati teológia
A gyakorlati teológia első korszakának (1861–1918) meghatározó egyénisége Ferencz József és Péterfi Dénes volt. Előbbi Egyházszertartási dolgozatok című tanulmányában az unitárius liturgia aktuális kérdéseit tárgyalta, utóbbi Jézus asztalánál (Kolozsvár, 1900) és Unitárius kereszténység (Budapest, 1907) című köteteivel szabott irányt az unitárius prédikációirodalomnak. Az 1896-ban kiadott, majd 1907-től rendszeresen megjelenő Unitárius Szószék is a lelkészek szószéki munkáját segítette. Az első korszak jelentősebb szerzői és munkái: Albert János: Imakönyv templomi használatra (Kolozsvár, 1873), Csifó Salamon: Szolgálat az Úr előtt (Kolozsvár, 1905) és Györfi István: Az ember templomi beszélgetései (Kolozsvár, é. n.).
A második korszakban (1918–48) megnőtt a prédikációirodalom jelentősége. Tizenegy szerző 21 prédikációs kötete jelent meg ez időszakban, ezek mellett pedig rendszeresen közölt prédikációkat az Unitárius Szószék és a Keresztény Magvető. Az előbbiben megjelent beszédek nem egy esetben önálló prédikációskötet anyagát képezték. Egy-egy kötettel szerepelt Bölöny Vilmos (Prófétáljatok. Székelyudvarhely, 1925), Vári Albert (Keressétek először Istennek országát. Székelyudvarhely, 1927), Weress Béla (Íme az ember. Déva, 1932), Biró Lajos (Virágok. Hódmezővásárhely 1932), Simén Dániel (A lélek megszólal. Székelyudvarhely, 1936); két-két kötettel Orbán Lajos (Bizonyságtevés. Székelyudvarhely, 1918; Prédikátor. Egyházi beszédek. Székelykeresztúr, 1922), Kovács Lajos (Ébresztgetés. Kézdivásárhely é. n. [1931]; Az én hitem. Brassó, 1922), Józan Miklós (Aratás. Kolozsvár, 1943; Szemtől-szembe. Kolozsvár, 1944); három-három kötettel Szent-Iványi Sándor (Jézus emberarca. Kolozsvár, 1929; Világosság felé. Kolozsvár, 1935; Áldott percek. Kolozsvár, 1935) és Kelemen Imre (A lélek asztalánál. Úrvacsorai beszédek. Homoródoklánd 1940; A keresztény élet kapujában. Úrvacsorai beszédek. Homoródoklánd, 1940; Őrhelyemen. Ünnepi és alkalmi beszédek. Homoródoklánd, 1941); négy kötettel Ütő Lajos (Bölcső mellett. Keresztelési beszédek. Székelykeresztúr, 1928; Megnyilatkozásunk helye. Úrvacsoraosztási ágendák. Székelykeresztúr, 1926; Myrtusok között. Esketési beszédek. Székelykeresztúr, 1927; Nébó hegyén. Temetési beszédek. Székelykeresztúr, 1936).
A gyakorlati teológia elméleti kérdéseivel Ürmösi József foglalkozott, ő főként német nyelvterületen megjelent szakmunkák fordításával, átdolgozásával járult hozzá a szakcsoport tudományos megalapozásához. Első tanulmánya Igehirdetésünk kívánalmai címmel 1921-ben jelent meg Székelyudvarhelyen. A gyakorlati teológia főbb irányelvei cím alatt 1929-ben jelentette meg Friedrich Niebergall és Martin Schian munkái alapján készített összefoglaló tanulmányát; Gyakorlati prédikációtan (Székelyudvarhely, 1928) című munkája is Martin Schian Praktische Predigthlehre c. műve alapján készült. Ébert András Szórványban lakó híveink lelki gondozásának tervezete (Székelyudvarhely, 1918) címmel a szórványkérdésről és szórványgondozásról értekezett. A keresztény pásztor és a dolgozó gyülekezet (Székelyudvarhely, 1928) címmel Kiss Sándor Washington Gladden kongregacionalista lelkész dolgozatát fordította magyar nyelvre, és egészítette ki négy fejezettel. Ugyanő fordította és adta ki Martineau Életrajz és beszédek című munkáját (Kolozsvár, 1943).
A gyakorlati teológia körébe tartozik a Ferencz József által írt és Vári Albert átdolgozásában 1930-ban megjelent Unitárius Kistükör. Az unitárius egyház történelme, hitelvei, szertartásai és alkotmánya. A vallásos nevelést segítő tankönyvek közül említésre méltó még: Vári Albert Bibliai képek az Újszövetségből (Kolozsvár, 1932), Istenországa munkásai (Kolozsvár, 1928), Keresztény egyháztörténelem (Torda, 1932), Keresztény egyháztörténelem unitárius középiskolák V. osztálya számára (Kolozsvár, 1923); Ürmösi József: Bibliai történetek. Ószövetségi rész II. osztály számára (Kolozsvár, 1923), Bibliai történetek III. osztály számára (Kolozsvár, 1923), Az unitárius egyház rövid története az elemi népiskolák V. osztálya használatára (Székelyudvarhely, 1923); Benczédi Pál Erkölcstan unitárius nézőpontból (Kolozsvár, 1939), Bibliai történetek (Budapest, 1949); Régeni Áron: „Szív és lélek” Vezér-tankönyv az elemi iskolák 1. és 2. osztályú unitárius vallású növendékeinek vallás-erkölcsi oktatásához (Kolozsvár, 1933). Az ifjúság vallásos nevelésének kérdésével foglalkozott Lőrinczi László Az unitárius nevelés a világ szükségessége (Kolozsvár, é. n.) és Kiss Károly Az iskolából kikerült ifjúság neveléséről (Székelyudvarhely, 1922) c. értekezésében.
A gyakorlati teológiai irodalom harmadik korszakát (1948–68) csupán jelképesnek tekinthetjük. Ebben a húsz esztendőben csak az Unitárius Naptárban jelenhetett meg néhány prédikáció. Ezenkívül mindössze Ferencz József kátéja (1947, 1949, 1950, 1954) és az énekeskönyv (1951) látott nyomdafestéket. A teológusok használatára 1957-ben házilag sokszorosítottak egy prédikációs kötetet, ezt azonban a hatóság elkobozta, a benne szereplő szerzőket és a terjesztésben részt vevőket (Erdő János, Gellérd Imre, Simén Dániel, Kelemen István, Bálint Ferenc) „tiltott irodalom terjesztése” címén sok évi börtönre ítélték.
A negyedik korszak (1968–89) prédikációirodalmának legtekintélyesebb része az 1971-ben a 77. évfolyammal újrainduló Keresztény Magvetőben, annak Szószék-Úrasztala rovatában olvasható. Itt 1971–2007 között 71 szerző közel nyolcszáz egyházi beszéde, beszédvázlata jelent meg. Ötvennél több prédikációt közölt Kovács István Sándor és Pálfi Dénes, 30–50 prédikációt Gellérd Imre, Kedei Mózes, Kovács Lajos, Szabó Árpád, Szabó Dezső, Szabó Zoltán és Szász Ferenc.
Ebben a közel két évtizedben egyetlen prédikációs kötet jelent meg Részvétel az evangélium ügyében címmel, szerzője Kovács Lajos püspök, aki 27 prédikációt, 12 bibliamagyarázatot és két temetési beszédet bocsátott közre az unitárius lelkészek és hívek épülésére.
A Keresztény Magvető Tanulmányok c. rovatában a gyakorlati teológia tudományos kérdéseivel, főként homiletikai kérdésekkel foglalkoztak. A korszak kiemelkedő jelentőségű gyakorlati teológusa Gellérd Imre volt. Itt közölt kilenc tanulmánya a szorosan vett homiletika tárgykörébe tartozik. A szerző halála után jelentek meg Esszék (Chico, USA 1991) és Beszédek (Chico, USA 1990) című kötetei, majd „életműve”, Négyszáz év unitárius prédikációirodalma címmel (Kolozsvár, 2002). 2007-ben egy korábban Gellérd Imre emlékére szervezett konferencia anyagát is kiadta az Unitárius Egyház, A lélekből építő címmel.
Az 1989-es romániai változásokat követően az unitárius egyházi könyvkiadás e téren is megélénkült: Kedei Mózes szerkesztésében napvilágot látott a Vallomás magunkról c. kétkötetes prédikációs antológia (Székelyudvarhely, 2000, 2002); Bencző Dénes Az utolsó előtti szó (Székelyudvarhely, 2000) c. kötetében negyvenöt évi lelkészi szolgálata során elmondott temetési beszédeiből nyújtott válogatást, s az ő tollából jelent meg Az Úr színe előtt (Székelyudvarhely, 2002) és a Két világ határán (Székelyudvarhely, é. n.) című, szertartási beszédeket és imádságokat tartalmazó két kötet is.
1999-ben az Unitárius Lelkészek Országos Szövetsége újraindította az Unitárius Szószéket, amelynek munkatársai közül kiemeljük: Demeter Sándor Loránd, Jakab Dénes, Jakabházi Béla Botond, Józsa Lajos, Keresztes Sándor, Máthé Sándor, Pap Mária, Simén Domokos, Szabó László, Szász Ferenc, Székely Kinga Réka, Szeredai Noémi, Tódor Csaba nevét.
A gyakorlati teológia többi diszciplínáját (pojmenika, liturgika, katekétika) néhány valláskönyvtől eltekintve nem művelték tudományos alapossággal. Talán a lelkipásztori gondozás (pojmenika) korigényét pótlandó szándékkal jelent meg 1989 után néhány hivatásos orvospszichiáter tanulmánya a Keresztény Magvetőben.

### Bibliateológia
Ennek a szakcsoportnak első generációs képviselője Simén Domokos volt. Nyomtatásban megjelent munkái interdiszciplinárisak, a bibliai szakcsoport mellett a rendszeres teológiát is szakavatottan művelte. Egyik ilyen interdiszciplináris tanulmányát A szentháromság és annak története címmel a Protestáns Teológiai Szemle közölte folytatásokban 1871-ben, majd egy évvel később ugyanez önálló kötetben is megjelent: A Szentháromság eredetének és kifejlődésének története (Kolozsvár, 1872). Egy másik hasonló műve volt Az evangéliumi csodák (Kolozsvár, 1875). Mindkettőt a 19. századi liberális protestantizmus racionális bibliakritikája jellemzi. Kimondottan bibliateológiai jellegű dolgozatai és részleges Újszövetség-fordítása kéziratban maradtak.
Az első korszak biblikusai közé sorolható György János is. Alapvető bibliateológiai művei: Jézus és az Újszövetség (Torda, 1908); Az Újszövetség hittana (Torda, 1909); Az ismeretlen evangélium (Arad, 1914); Az Újszövetség teológiájának mai fontossága (Kolozsvár, 1910). Ugyanő a szociális erkölcstan iránti elkötelezettségét fogalmazza meg Hit és haladás (Torda, 1908) című művében; társadalombölcseleti értekezése A becsületes állam (Kolozsvár, 1909).
A második korszak biblikusa Gálfi Lőrinc, a 20. századi Jézus-kutatás elkötelezett tudósa. Gál Kelemen szerint Gálfi „a megalkuvást nem ismerő, se előre, se hátra nem tekintő merev racionalizmus álláspontján áll, amelynek a bibliakritika alapján kíméletlenül vonja le összes következményeit.” Munkái: Legközelebb Jézushoz (Kolozsvár, 1915); A jelenkor Jézusa (Kolozsvár, 1926); A vallások jövője (Kolozsvár, 1922). Az unitárius időszaki sajtóban megjelent fontosabb tanulmányai (A történelem Jézusa; Jézus és a törvény. Keresztény Magvető, 1913;) is a Jézus-kutatás kérdéskörével foglalkoznak.
A 20. századi Jézus-kutatás „népiesebb”, divatosabb irányához tartozik Lőrinczi Dénes Az ismeretlen tanítvány megszólal (Hátszeg, 1933) c. fordítása. A szélesebb olvasóközönséghez szólt Harry Emerson Fosdick Utazás Palesztinában (ford. Lőfi Ödön, Kolozsvár, 1938) c. néprajzi, történelmi ismertetése.
A második, illetve harmadik korszak biblikusa a sokoldalú Kiss Elek, aki minden teológiai szakcsoportban publikált. Az ószövetségi tanszék tanáraként Az isteni törvény útja (Kolozsvár, 1924) c. munkájában az Ószövetség kettős, vallásos és erkölcsi megvilágítására vállalkozott. Az Ószövetség világát elevenítette fel A héber nemzeti élet az Ószövetség szerint (Kolozsvár, 1939) c. munkájában is, hangsúlyozva, hogy a nemzeti öntudat és a vallás egyet jelent, megmaradni csak a nemzeti öntudattal megélt vallás által lehet. Kéziratban maradt a Próféták világa (1930) c. nagyszabású dolgozata. Ószövetségi és szigorúan bibliatörténeti munkái mellett fejlődéselmélettel foglalkozott a legtöbbet. Ennek nyomtatásban is megjelent terméke: A világ fejlődése az atom szemléletében (Kolozsvár, 1946).
A második korszak újszövetségese Kovács Lajos volt: 1938-ban Strasbourgban jelent meg L’École eschatologique et ses adversaires (Az eszkatológiai iskola és ellenfelei) című doktori dolgozata, amelyben Jézusnak Isten országáról alkotott felfogását vizsgálta.
Lőrinczi Géza 1940-ben megjelent teológiai magántanári dolgozatában (A negyedik evangélium) János evangéliuma életrajzi, történelmi, teológiai és vallásos bemutatására vállalkozott, míg Jézus alakja a mai Biblia-kritika tükrében és a 20. század szabadelvű unitárius hitfelfogása szerint c. tanulmánya (Keresztény Magvető, 1938) a történelmi Jézus melletti állásfoglalás.
A negyedik korszak biblikusai közé tartozik Szabó Árpád, aki első dolgozataiban a kumráni közösség életét ismertette. Legfontosabb tanulmányai: Keresztelő Jánosnak a kumráni közösséggel való kapcsolata (Keresztény Magvető, 1973. 176); A kumráni esszénus közösség (Keresztény Magvető, 1974. 218); A kumráni esszénus közösség jelentősége és hatása a kereszténység kialakulásának korára (Keresztény Magvető, 1976. 13, 97).
Az újtestamentumi tudományos kutatás legújabb eredményei címmel ugyancsak Szabó Árpád unitárius püspök közölt egy négy részből álló nagyobb sorozatot (Keresztény Magvető, 1978. 88, 183; 1979. 7; 1980. 18). Az Ószövetség tárgykörébe tartoznak további tanulmányai: Újabb szempontok az Ótestamentum vallása tanulmányozásához (Keresztény Magvető, 1982. 195); Szövetségi formák az ótestamentumi hagyományokban (Keresztény Magvető, 1983. 149) és Bevezetés az ótestamentumi kutatás történetéhez (Keresztény Magvető, 1987. 83). Az ifjú nemzedék biblikusai közül Czire Szabolcs tanulmányaiban a 20. század Jézus-kutatását ismerteti: Ha egy mai kutató őszinte Jézushoz: Robert W. Funk és a második reformáció (Keresztény Magvető, 2001. 37); A Jézus-szeminárium: bemutatás és bírálat (Keresztény Magvető, 2002. 313); Makroszociológiai vizsgálódások a Jézus-kori Galileában. Társadalmi rétegződés és az evangélisták meggyőzési stratégiái (Keresztény Magvető, 2006. 5); Isten országa kutatástörténete a történeti Jézus-kutatás kontextusában. I–II. (Keresztény Magvető, 2006. 387. és 2007. 16).

### Rendszeres teológia
Ha valamely egyház teológiájának fejlődését a rendszeres teológiai munkákból mérhetjük le, akkor az Erdélyi Unitárius Egyház fölöttébb nehéz helyzetbe kerül. Az utolsó a szó szigorú értelmében vett „theologia theoretica” munka 1787-ben jelent meg Summa Universae Theologiai Christiane Secundum Unitarios címmel, Szentábrahámi Lombard Mihály unitárius püspök tollából. A „tizennyolcadik század legnagyobb protestáns dogmatikusának” ez a műve csak 1899-ben jelent meg magyarul, Derzsi Károly fordításában. Varga Béla találóan állapította meg Hittani tanulmányok c. dolgozatában (Kolozsvár, 1933), hogy „az unitarizmus a liberalizmusnak és a vallási felvilágosodásnak fényes eredményeit és hatását a maga javára elkönyvelve megelégedett evvel, s mind ritkábban próbálta meg hittani, illetve dogmatikai nézeteit egységes rendszerben kifejteni”.
A hiányokat pótlandó, 1919-ben Borbély István, az Unitárius Egyház Képviselő Tanácsának megbízásából kezdett hozzá az unitárius hitelvek kialakulásának megírásához. Négy évvel korábban, 1914-ben Kolozsvárt jelent meg A magyar unitárius egyház hitelvei a XVI. században c. korszaknyitó forrástanulmánya, melyben a 19. század romantikus történelemszemléletével szakítva, először kísérelte meg a magyar unitarizmus fejlődéstörténetének ismertetését. Az 1919-ben háromkötetesre tervezett hittantörténeti mű második (A lengyel szocinianizmus és holland remonstrantizmus) és harmadik része (Az angol és amerikai, valamint a XIX. századi magyar unitarizmus története) azonban csak terv maradt. Csak az első rész készült el és jelent meg A mai unitárius hitelvek kialakulásának története. Rendszeres unitárius hittantörténet (Kolozsvár, 1925) címmel, az Unitárius Irodalmi Társaság Szakkönyvtára kiadványaként, akárcsak Borbély másik jelentős hittani munkája, A duális létbölcselet és teológiája (Kolozsvár, 1928).
Az unitárius hitelvek kifejlődése (Kolozsvár, 1934) címmel Benczédi Pál adta ki egy hittantörténeti értekezését. Jelentős kiadás volt Dávid Ferenc értekezése a kettős Istenségről (Márkos Albert fordításában, Kolozsvár, 1943), valamint évtizedekkel később az unitárius hittantörténet fejlődésének legfontosabb és legrejtélyesebb 16. századi antológiája: Két könyv az Egyedülvaló Atyaistennek, a Fiúnak és a Szentléleknek hamis és igaz ismeretéről (Kolozsvár, 2002) Péter Lajos fordításában, Balázs Mihály bevezető tanulmányával.
A 20. század unitárius rendszeres teológiája elég változatos képet mutat: leegyszerűsítve a különböző irányzatok képviselőinek felfogását, a historizmus és pszichologizmus iskoláinak hatása érhető tetten számos publikációban. Az első korszak képviselője, a minden teológiai szakcsoportban jelentőset alkotó Simén Domokos, a históriai iskola tanítványa. Megállapításait fél századdal később Szent-Iványi Sándor a lélektani iskola híveként cáfolta. Az unitárius hittan összegezője, a különböző iskolák felfogásának egységbe rendezője Varga Béla volt. Ide vonatkozó legfontosabb tanulmányai: Hit és tudás (A Magyar Unitárius Egyház Teológiai Akadémiájának Értesítője 1925–26, a továbbiakban Értesítő); Filozófia és vallás (Értesítő, 1929–30); Mit jelent a kijelentés számunkra? (Értesítő, 1934–35); Hittani tanulmányok (Kolozsvár, 1934); A szabadelvű kereszténység vallásos alapja (Értesítő, 1937); Unitarizmus és racionalizmus (Keresztény Magvető, 1927. 18); Unitarizmus és individualizmus (Keresztény Magvető, 1931. 119); Theista törekvések a vallásban az utóbbi 10. év alatt (Keresztény Magvető, 1927. 248).
Az unitárius hittan-történet második világháború után megjelent egyetlen átfogóbb szintézise Varga Béla Hit és vallás (Kolozsvár, 1948) c. tanulmánykötete.
A Szabadelvű Vallásos Értekezések sorozatban elsősorban belmissziói célokat szolgáló dolgozatok jelentek meg. A sorozat szerkesztője és lelke Szent-Iványi Sándor volt. Az ő tollából jelent meg az első értekezés (Az unitarizmus lényege. Kolozsvár, 1932), melyben így vall:
Olyan szabadelvű – de nem elv nélküli – értekezleteket szándékozunk közreadni, részben magyar szerzőktől, részben fordításokban, melyeknek tartalma és könnyen érthető stílusa az intelligens olvasóközönség számára gazdag lehetőségeit nyitja meg az önálló, egyéni vallásos élet kifejlesztésének.
A sorozat folytatása a Hit ébredése és Amikor a belső külsővé válik c. dolgozat lett volna, nyomtatásban azonban csak Az unitarizmus fejlődése (Kolozsvár, 1932) és a Jézus gyógyításai (Kolozsvár, 1937) című füzetek jelentek meg.
Az angol és amerikai unitárius társulatok által létesített Unitárius Misszió Ház kiadványaként jelent meg Csiki Gábor könyve (Hiszek egy Istenben. Kolozsvár, 1926), amely hármas missziós céllal íródott:
1. Bizonyságtevés amellett, hogy az unitárius vallás Jézus tiszta evangéliumában gyökerezik;
2. Az unitarizmusról kialakult téves nézetek eloszlatása;
3. Figyelmeztetés azokra a kötelességekre, melyeket a hitvallás előír.

A műből törhetetlen optimizmus sugárzik: „Bárhogy alakuljon is a jövő, s bármi legyen a jövő vallásának a neve, az lényegileg unitárius lesz, mert az emberiség lassanként mind jobban rá fog jönni arra, hogy nem a dogmák a fontosak, amelyek esetleg csak ellentéteket szítanak, és nem az dönti el a világ sorsát, hogy a papok milyen kátét tanítanak, hanem az, hogy van-e szeretet az emberek szívében: szeretet Isten iránt, szeretet egymás iránt a földön.”
Népszerűbb formában, elsősorban az unitárius nép számára, de „sok művelt embernek”, Balázs Ferenc írta meg Kis hittanát (Kolozsvár, 1932) 92 kérdésben és feleletben. Ebben az unitárius vallás azon rendszerének összeállítására vállalkozott, mely a „hívek többségének felfogásán alapszik”. Ugyancsak a „nagyközönség használatára” íródtak Kiss Eleknek A vallás és erkölcs unitárius nézőpontból (Kolozsvár, 1926); Unitárius hit- és erkölcstan a nagyközönség használatára (Kolozsvár, 1925; 2. kiadás 1936); Magyar nemzeti hit- és erkölcstan (Kolozsvár, 1943) című hittani értekezései is.
A belmisszió erősítését szolgálta Abrudbányai János sokoldalú munkásságával. Rendszeres teológiai és összehasonlító vallástudományi dolgozataiban: Bevezetés a vallás lényegéhez (Torda. 1934); A vallás gyökerei (Kolozsvár, 1938); Az Istenről való felfogásunk korunk tudományos gondolkozásában (Kolozsvár, 1934) a történetkritikai és lélektani iskola eredményeinek ötvözésére törekedett. 1940 után megjelent munkáiban (Az unitarizmus és fajelmélet. Budapest, é. n.) egyre jobban érződik szélsőjobboldali felfogása. Nem mentesek „faji nüanszoktól”, de objektívebbek Bizonyosság a vallásban és A vallás és a mai koreszmék c. dolgozatai (mindkettő Kolozsvár é. n.).
A teológiai és lélektani munkák egy része fordítás. A fordítók egyik kedvenc szerzője James Freeman Clarke amerikai unitárius lelkész volt. Művei közül Kiss Sándor fordításában Mindennap vallása (Kolozsvár, 1935), Szent-Iványi Sándor tolmácsolásában és kiegészítésével A keresztény imádkozás (Budapest, 1940) címmel jelent meg egy-egy kötet. Ugyancsak az ő fordításában kiadott fontosabb művek: Francis G. Peabody: A lélek egyháza. Rövid tanulmány a kereszténység lelki hagyományairól (Kolozsvár, 1935); Robert A. Millikan: Természettudomány és vallás (Kolozsvár, 1932); Harry Emerson Fosdick: Hit és értelem (Kolozsvár, 1932); Alfred Hall Egy unitárius hitvilága (Kolozsvár, 1933) c. dolgozatát Kiss Elek, Minot Simons könyvét Egy modern Istenhit (Kolozsvár, 1937) Simén Dániel fordítja magyar nyelvre.
A rendszeres teológia körébe sorolhatók Zoltán Sándornak a Keresztény Magvetőben megjelent tanulmányai: Az Istenfogalom Jézus tanításában (1916. 206); Racionalizmus, vallásosság (1916. 299); Isten személyes felfogása (1917. 11); Az Úrvacsora (1938. 59, 129); Dávid Ferenc hittani felfogása a „Rövid Magyarázat” alapján (1940. 217), valamint a fiatalon elhunyt Iván László dolgozatai is: Régi igazságok új köntösben. I–II. (Keresztény Magvető, 1932, 1933); Világnézetünk válsága és a vallási igazság (Keresztény Magvető, 1932); Dávid Ferenc arca a szellemtudományi lélektan tükrében (Kolozsvár, 1935); Protestantizmus és unitarizmus (Kolozsvár, 1936).
1989 után elsősorban Erdő János a Keresztény Magvetőben és Teológiai tanulmányok c. kötetében megjelent munkái tartoznak a rendszeres teológiai szakcsoporthoz (Jézus istenfogalma; Jézus erkölcsi tanítása; A tekintély forrása a vallásban; Az ember és a világ szolgálatában; A türelem és határai; Útmutató tanulságok).
Az etika körébe tartozó kérdésekkel Rezi Elek foglalkozik Válaszd az életet! (Kolozsvár, 1999) és a Felelősségünk a ránk bízott életért (Kolozsvár, 2005) című köteteiben, valamint a Keresztény Magvetőben megjelent fontosabb tanulmányaiban: A teremtett világ védelmének unitárius teológiai és etikai vizsgálata (1997. 8); Az unitárius kereszténység felfogása a szentlélekről (1998. 216); Bioetikai kérdések erkölcsi megítélésének szempontjai (2002. 60); Egyházunk lélekszámapadásának megoldásra váró feladatai; a családtervezés fontossága egyházunk és népünk életében (2002. 380); ugyanő egyház- és hittantörténeti kérdéseket tárgyal Teológia és népszolgálat. (Az erdélyi unitárius teológia a 19. század második és a 20. század első felében, különös tekintettel Ferencz József unitárius püspök munkásságára) című könyvében (Kolozsvár, 2007).

### Egyháztörténet
Az első korszak egyháztörténészeit a hagiografikus történetírás és a késhegyig menő polémia jellemezte. Az Unitárius Egyháznak a Protestáns Irodalmi Társaságból való kiszorulása/kiszorítása is hozzájárult ez utóbbi jelenség felerősödéséhez, ettől függetlenül, mind a polemikus hangjáról ismert Kanyaró Ferenc, mind a sok tekintetben mítoszteremtő Jakab Elek olyan alapos meglátásokkal gazdagították az unitárius egyháztörténeti irodalmat, amelyek csak a legutóbbi időben kezdtek beépülni a nemzetközi szakirodalomba.
A második korszak legtermékenyebb egyháztörténeti írója Gál Kelemen volt. Brassai Sámuelről írott monográfiája (Kolozsvár, 1926) nyitotta a sort, majd a Kolozsvári unitárius kollégium története. 1568–1900 (Kolozsvár, 1935) című kétkötetes, monumentális műve s Kilyéni Ferencz József unitárius püspök élete és kora (Kolozsvár, 1936) c. művei következtek. Ez utóbbiban háromnegyed századot mutatott be az unitárius egyház történetéből. Jakab Elek élet- és jellemrajza (Kolozsvár, 1938) Kolozsvár történészének állít emléket. Posztumusz munkája, Káli Nagy Elek élet- és jellemrajza az Erdélyi Unitárius Egyház Gyűjtőlevéltárának és Nagykönyvtárának Kiadványai sorozat 3. köteteként jelent meg (Kolozsvár, 2003).
Számos unitárius vonatkozású tanulmányt közölt Kelemen Lajos is, ezek azonban túlmutatnak a száraz egyháztörténet-íráson, és művelődés- és művészettörténeti kérdésekre irányítják az olvasó figyelmét.
Egyháztörténészként is meg kell említenünk a minden szakcsoportban író Boros Györgyöt és Borbély Istvánt. Boros A magyar unitárius irodalom XVI. századbeli termékei (Keresztény Magvető 1885. 148, 338); Száz esztendő az unitarizmus múltjából (Kolozsvár, 1924. 213; 1925. 4); Petrichevich Horváth Kálmán és elődei (Keresztény Magvető, 1928. 243); Agh István püspök élete, tekintettel külföldi tanulására, tanári és irodalmi munkásságára (Keresztény Magvető, 1938. 13, 81) című dolgozataival, Borbély István Dávid Ferenc és kora (Keresztény Magvető, 1910. 121, 191, 300; 1911. 45, 92, 174, 240, 313, 358; 1912. 20) és Simén Domokos és kora (Kolozsvár, 1926) c. tanulmányaival állított emléket az unitárius múltnak.
Erdély egyetlen unitárius fejedelmének életrajzát János Zsigmond erdélyi fejedelem élet- és jellemrajza (Székelykeresztúr 1934) címmel P. Szentmártoni Kálmán írta meg.
A szabadelvű kereszténység történetének megírását Wilbur Morse Earl vállalta magára. Ez A mi unitárius örökségünk címmel Szent-Iványi Sándor fordításában és kiegészítésével jelent meg magyarul (Kolozsvár, 1938).
Az erdélyi unitárius egyház történetének Kénosi Tőzsér János és Uzoni Fosztó István által írt, kéziratban maradt latin nyelvű, monumentális munkája fordítását Márkos Albert a második világháború alatt elkészítette, ám nyomtatásban csak sok évtizedes késéssel *jelent meg, Balázs *Mihály szegedi professzor előszavával, Hoffmann Gizella, Kovács Sándor és Molnár B. Lehel szerkesztésében (I. Kolozsvár 2005; II. Kolozsvár 2009).
Az egyház- és jogtörténeti kérdéseket tárgyaló munkák Az Unitárius Egyház Törvényeinek Gyűjteménye sorozatban láttak napvilágot. A sorozat első és harmadik kötetét (Az unitárius egyház rendszabályai. 1626–1850. Kolozsvár, 1922; Az unitárius egyház szervezete. Kolozsvár, 1922) Tóth György szerkesztette. A negyedik kötetet Tóth György emlékének ajánlva Ferencz József és Erdő János rendezte sajtó alá A magyarországi unitárius egyház szervezeti törvénye (Budapest, 1942) címmel.
A negyedik korszak nyitánya az egyháztörténet-írás szempontjából is az 1968-ban tartott nemzetközi megemlékezés emlékkötete, a Négyszáz év (Kolozsvár, 1968; 2. kiad. Kolozsvár, 1979) és a Dávid Ferenc 1579–1979 c. emlékkötet Binder Pál, Szabó Sámuel, Erdő János, Ferencz József, Gellérd Imre, Lőrinczi Mihály és Rezi Elek egyháztörténeti tanulmányaival, Huszti János, Májay Endre, Szabó Árpád, Kökösi Kálmán, Kolcsár Sándor és Szász Ferenc prédikációival. 1968-ban jelent meg Erdő János Teológiai tanulmányok című kötete, amelyben a rendszeres teológia mellett egyháztörténeti dolgozatai is egybegyűjtve olvashatók. Egyháztörténeti szempontból jelentős volt a Keresztény Magvető Kriza János-emlékszáma (81. évf. 2–3. szám), halálának 100. évfordulóján. Az egyháztörténet körébe vágó tanulmányokat közöltek nagyobb számban Binder (Sebesi) Pál, Bodor András, Erdő János, Gaal György, Kovács Sándor, Molnár István, Molnár B. Lehel, Simén Domokos, Szabó Dezső.
1989 után megjelent fontosabb egyháztörténeti munkák, tanulmánykötetek:
- A szent szabadság oltalmában (szerk. Gaal György, Kolozsvár, 2000);
- Gaal György: Múzsák és erények jegyében (Kolozsvár, 2001);
- Kedei Mózes: Az unitárius egyház rövid története (Kolozsvár, 2002);
- Gál Kelemen – Benczédi Gergely – Gaal György: Fejezetek a Kolozsvári Unitárius Kollégium történetéből (Kolozsvár, 2007) c. monográfia. (Az Unitárius Kollégium alapításának 450. évfordulójára jelent meg.)

Kovács Sándor és Molnár B. Lehel 2001-ben indították útjára Az Erdélyi Unitárius Egyház Gyűjtőlevéltárának és Nagykönyvtárának kiadványai című sorozatot, melynek 2007-ig öt kötete jelent meg:
- Boros György unitárius püspök naplója 1926–1941 (Kolozsvár, 2001);
- Két könyv az Egyedülvaló Atyaistennek, a Fiúnak és a Szentléleknek hamis és igaz ismeretéről (Kolozsvár, 2002);
- Gál Kelemen: Káli Nagy Elek élet- és jellemrajza (Kolozsvár, 2003);
- Kénosi Tőzsér János – Uzoni Fosztó István: Az erdélyi unitárius egyház története. I. (Kolozsvár, 2005);
- Heltai Gáspár imádságos könyve. 1570–1571 (Kolozsvár, 2006).

### Népnevelő, ifjúsági és gyülekezeti kiadványok
Az unitárius hitépítő és népnevelő kiadványok sorából kiemelkedik a Dávid Ferenc Egylet által megjelentetett Unitárius Közlöny és ennek mellékletei, a Fiatalság Barátja és a Nők Világa. Itt kell szólnunk az Unitárius Naptárról is, amelyet 1911–27 között a székelyudvarhelyi unitárius lelkészek (Ajtay János, Ürmösi József, Báró József) szerkesztettek a lelkészkör megbízásából. Ez 1928–36 között Erdélyi Magyar Unitárius naptár címmel, a Dávid Ferenc Egylet kiadásában (S. Nagy László, Varga Béla, Szent-Iványi Sándor, Ürmösi József szerkesztésében), 1937–49 között (1945 kivételével) Unitárius Naptár címmel jelent meg, ugyancsak a Dávid Ferenc Egylet szerkesztésében. 1950–55-ben szünetelt, majd kiadója 1956-tól 1962-ig (az 1961-es év kihagyásával) a román népköztársaságbeli unitárius egyház volt. Ez utóbbi kiadványok azonban sem szellemiségükben, sem tartalmukban nem mérhetők a korábbiakhoz.
A népnevelő unitárius irodalom fontosabb művelői voltak a két világháború között: Balázs Ferenc, Báró József, Bede Emil, Bodor András, Bözödi György, Ferenczi Sándor, Abrudbányai János, Gál Kelemen, Gellérd Imre, id. Gspann Károly és ifj. Gspann Károly, Gyallay Pap Domokos, Józan Miklós, Kelemen Lajos, Kiss Elek, Kovács Lajos, Kőváry Jakab, Lőrinczi Mihály, Márkos Albert, Pálffi Márton, Pálffy Ákos, Pósa Lajos, Sütő Nagy László, P. Szentmártoni Kálmán, Szent-Iványi Sándor, Ürmösi Károlyné, Ütő Lajos, Vári Albert, Vári Domokos, Végh József.
2000-ben újraindult az Unitárius könyvnaptár (szerkesztője 2000–2001 között Andrási György, 2002–2003 között Kovács István, 2004-től Jakabffy Tamás) és a Nők Világa (szerk. Maksay Magdolna).
Az Országos Dávid Ferenc Ifjúsági Egylet (ODFIE) kiadványai 1996-tól kezdődően jelennek meg: az ODFIE Tájékoztató címmel négy lapszám (1996, 1997, 1998, 1999) tudósít az ifjúsági munkáról, az ODFIE hírlevél pedig (2000-től) a közérdekű rendezvényekre, évközi tevékenységekre hívja a tagságot.
Hasznos kezdeményezésnek bizonyult az Országos Dávid Ferenc Egylet részéről a falumonográfiák támogatása. Kiadásában eddig 17 falu kismonográfiája látott nyomdafestéket: Homoródalmás (1996, 1999), Székelyderzs (1997, 1999), Ürmös (1997), Bölön (1998), Árkos (1998), Homoródkarácsonyfalva (1999), Vargyas (2000), Énlaka (2000), Siménfalva (2001), Fiatfalva (2001), Küküllődombó (2001), Nyárádgálfalva (2001), Szentgerice (2002), Várfalva (2002), Nagyajta (2003), Homoródalmás (2. bővített kiadás, 2004), Alsó- Felsőszentmihály (2007). 1999-ben kiadásukban megjelent egy segédkönyv is, Veres Péter: Segédlet falumonográfia írásához címmel.
Az unitárius hitelveket és egyháztörténelmet összefoglaló zsebkönyv az Unitárius Ösvény, amelynek 1999-ben és 2001-ben jelent meg egy-egy kötete (román fordítása Cărarea unitariană címmel 2002-ben). 1999-ben ODFIE Játékoskönyv címmel csoportjáték-antológiát, majd ODFIE daloskönyvet is kiadtak (Kolozsvár, 2001, 2003, 2004, 2006). Az erdélyi unitárius ifjúsági mozgalom történetét Gyerő Dávid egylettitkár írta meg (Kévekötők. Sepsiszentgyörgy, 2000).
Az ifjúsági kiadványok sorában kell említenünk a marosvásárhelyi unitárius egyházközség kiadásában 2001 óta negyedévenként megjelenő Dobbantó c. gyermeklapot. A szépen illusztrált alkalmi lap gyerekverseket, meséket, elbeszéléseket, locsolóverseket, ötlettárt, rajzokat, rejtvényeket tartalmaz. Van Levélbontó és Illem rovata, nyelvi és matematikai fejtörője; ajándékmelléklete színes lehúzóskép-gyűjtemény.
A vidéki egyházközségek ifjúsági csoportjainak alkalomszerűen megjelentetett lapjai közül a marosvásárhelyi ifjak által szerkesztett Tükör volt a leghosszabb életű: 1997–99 augusztusa között összesen nyolc lapszámmal. Hasonló volt a homoródalmási Fészekrakó (1995 augusztusától kisebb nagyobb megszakításokkal 1999-ig összesen öt lapszámmal), a felsőrákosi Araszolgató százlábú (két lapszámmal 1998-ban), az olthévízi Ablak (három lapszámmal 1998-ban), a brassói Sümec (két lapszámmal 1998-ban), a székelykeresztúri Szitakötő (1998-ban két, 1999-ben egy számmal), a sepsiszentgyörgyi Kapocs (1998–2000 között összesen hét lapszámmal), illetve az ottani unitárius vallásórások Suvó című lapja (egy lapszámmal 1996-ban), a küküllődombói Hajnalodik (1998-ban egy, 1999-ben szintén egy lapszámmal). Mindössze egy-egy számmal jelent meg a homoródszentpáli Gólyahír (1999), a kolozsvári GONDOLAtok (1999), illetve az ODFióka (1999).
Az önképzőköri és diáklapok sorában az unitárius teológiai hallgatók 1992-től 1996-ig Zizi (Zord Idők Zilált Ifjúságához) című lapját kell megemlítenünk. Ezt váltotta fel az 1999 márciusától megjelenő A Láng (2007 szeptemberéig 43 számmal). A kolozsvári János Zsigmond Unitárius Kollégium diáklapja, a Cipó 2001. november 1-jén indult, 26. száma 2007 júniusában jelent meg.
A gyülekezeti hírlevelek sorában meg kell említenünk a Bálint Róbert és Koppándi Zoltán által, a Hunyad megyei RMDSZ szervezetének támogatásával a dél-erdélyi szórványban élők számára 2002–2003-ban szerkesztett Unitáriusok című hírújságot.